# Dallas (televisieserie)
Dallas was een Amerikaanse primetime soapserie die tussen 2 april 1978 en 3 mei 1991 werd uitgezonden door het Amerikaanse televisiestation CBS. De serie draaide om de familie Ewing, die haar fortuin had gemaakt in de olie-industrie. In totaal werden er veertien seizoenen en 357 afleveringen van de serie geproduceerd. Dallas staat daarmee op de tiende plaats van langstlopende series in de Verenigde Staten.
Dallas draaide voornamelijk om de levens van de leden van de familie Ewing. Jock Ewing (Jim Davis) en zijn vrouw (Miss) Ellie Southworth (Barbara Bel Geddes) woonden op de Southfork Ranch, de ranch die al decennia in de handen van de familie Southworth was. Het gezin bestond verder uit drie zonen, de onberekenbare J.R. (Larry Hagman), de altijd brave Bobby (Patrick Duffy) en het zwarte schaap Gary (Ted Shackelford). Gary behoorde niet tot de vaste bezetting, maar kreeg in 1979 wel zijn eigen spin-off met de titel Knots Landing. De vaste bezetting van het eerste seizoen bestond verder uit Bobby's vrouw en tevens de dochter van Jocks aartsvijand, Pamela Barnes (Victoria Principal), J.R.'s aan alcohol verslaafde vrouw Sue Ellen Shepard (Linda Gray) en de dochter van Gary, Lucy Ewing (Charlene Tilton).

## Verhaallijnen

### Eerste seizoen
In het eerste seizoen, dat ook wel wordt aangeduid als de miniserie, trouwt Pamela met Bobby. Als ze dit aan de familie Ewing vertellen, probeert J.R. haar in eerste instantie weg te jagen, omdat ze lid is van de gehate familie Barnes. Hij schakelt zijn halfbroer Ray in om Bobby te laten geloven dat hij een affaire met haar heeft. Pamela redt zich er met chantage uit.
Pamela probeert zichzelf meer geliefd te maken door de jonge en verwende Lucy te helpen. Lucy spijbelt elke dag van school en het is aan Pamela om haar op school te krijgen. Ze doet dit met chantage, want Lucy heeft een affaire met Ray en als de familie erachter komt, zullen ze Ray iets aandoen. Lucy probeert van school af te komen, door te doen alsof ze door een leraar werd aangerand. Pamela weet te bewijzen dat ze heeft gelogen en de twee raken uiteindelijk bevriend met elkaar.
J.R., die ongelukkig getrouwd is met Sue Ellen, heeft een affaire met zijn secretaresse Julie. Zij speelt echter vertrouwelijke informatie door aan de familie Barnes. Als J.R. ontdekt dat iemand een spion is, verdenkt hij in eerste instantie Pamela ervan. Pamela chanteert Julie in het vertellen van de waarheid en J.R. biedt uiteindelijk zijn excuses aan.
Als J.R. naar bed gaat met de vrouw van Luther Frick, wordt hij razend en gijzelt de familie Ewing. Samen met zijn handlanger besluiten ze wraak te nemen door een Ewing te verkrachten. De familie staat machteloos, maar ze worden uiteindelijk overmeesterd door Bobby en Jock. Sue Ellen is na afloop razend op haar man en geeft hem een stille behandeling.
Pamela ontdekt dat ze zwanger is van Bobby en wil de informatie bekendmaken op een barbecue, waar zowel de familie Ewing als de familie Barnes aanwezig zijn. Jock krijgt er ruzie met Digger. Sue Ellen wordt boos op haar echtgenoot, omdat Bobby nu de eerste kleinzoon van Jock zal krijgen. J.R. wordt dronken en duwt Pamela per ongeluk van de hooizolder  af. Als ze een miskraam blijkt te hebben gehad, kan Bobby het J.R. moeilijk vergeven.

## Uitzendingen in Nederland en België
In Nederland zond de AVRO Dallas uit. In 1979 startte men met vijf proefafleveringen (ook wel seizoen 1 genoemd). Later, na een strijd met de TROS om de uitzendrechten, werd de serie regulier uitgezonden, met de start van seizoen 2 aflevering Reunion, op 20 maart 1981. De laatste aflevering werd op 27 september 1984 uitgezonden, End Game, aflevering 161 was dit. In de hoogtijdagen keken er zeven miljoen mensen naar elke aflevering. De AVRO stopte met de serie ondanks dat er wekelijks nog ruim 4 miljoen mensen keken. In Nederland moest men Dallas verder kijken via de BRT, BBC of het Duitse ARD. In 1989 pakt RTL 4 de draad weer op, en men kon Dallas ook hier helemaal uitkijken.
In België werd de serie volledig uitgezonden door de toenmalige BRT op donderdagavond, later werd het door VTM uitgezonden tot het einde van de serie.
Wereldwijd was Dallas een fenomeen. Dallas was het voorbeeld voor series als Dynasty en Falcon Crest. In Nederland verschenen varianten als De Fabriek, Herenstraat 10, Dossier Verhulst en Spijkerhoek. In een interview met Reinout Oerlemans, vertelde hoofdrolspeler Larry Hagman (JR Ewing), $100 miljoen te hebben verdiend met Dallas. Seizoen 1-6 zijn in Nederland door Warner Brothers uitgebracht op dvd. Tot op heden zijn de overige seizoenen niet in een Nederlandse uitvoering op de markt gebracht.

## Kijkcijfers in VS

### Verloop
De serie is lang zeer succesvol geweest, Dallas de miniserie (vijf afleveringen) kwam in april 1978 binnen in de top 20 van de Amerikaanse Nielsen-Ratings. In 1978/1979 kreeg het een volledig seizoen, deze steeg door naar nummer 8 op dezelfde lijst.
De cliffhanger van seizoen 3 (1979/1980), aan het einde van de aflevering A House Divided (de oorspronkelijke titel, in de volksmond had het de naam Who Shot JR), geldt nog steeds als de "cliffhanger der cliffhangers". Juist in de pauze van de serie vonden de Amerikaanse presidentsverkiezingen plaats. In de campagne lieten de Republikeinen een button drukken met de tekst: ‘ A Democrat shot J.R.’. De aflevering van het nieuwe seizoen 1980/1981, waarin bekend werd wie de trekker over had gehaald, Who Done It, trok op 21 november ruim 90 miljoen kijkers in de VS. Die aflevering was op dat moment het best bekeken programma in de tv-geschiedenis, volgens de Nielsen Ratings.
Tot en met 1985 stond Dallas wekelijks op nummer 1 en af en toe op nummer 2 van de Nielsen-lijst. Met het vertrek van acteur Patrick Duffy (Bobby Ewing) begonnen de kijkcijfers te dalen. Dallas eindigde op plaats 6 in 1985/1986. Voor enkele maanden stond rivaal Dynasty op 1. Acteur Larry Hagman (JR Ewing) wilde Patrick Duffy terug in de serie, om hopelijk zo de serie weer terug te brengen op plaats 1. Het kostte miljoenen om dit te doen, acteurs die dood waren in het vorige seizoen "mochten terugkomen", maar het werkte. De serie versloeg in 1986/1987 alle andere night-time soap opera's. Maar er kwam iets waar Dallas niet tegenop kon, The Cosby Show en The Golden Girls. Het seizoen 1985/1986 eindigde met Pamela Ewing die wakker werd en haar grote liefde onder de douche aantrof: dit was Bobby Ewing, die een seizoen eerder was gestorven.
De eerste aflevering van seizoen 1986/1987 trok wederom veel kijkers, het was de doodklap voor Miami Vice, dat op het andere net met een nieuw seizoen van start ging. Met een dubbele aflevering kwam Dallas terug, en het bleek dat Pamela het hele voorgaande seizoen had gedroomd, en dat Bobby dus nooit dood was gegaan. Alle verhaallijnen van zestien maanden geleden werden weer opgepakt, maar Dallas had voor veel kijkers haar geloofwaardigheid verloren. Toch stegen de kijkcijfers weer enorm. De laatste aflevering van seizoen 10 trok 29.5 miljoen kijkers. Men wist dat Victoria Principal de serie ging verlaten en de kijkers wilden zien hoe. Ter vergelijking: Dynasty scoorde nog geen 17 miljoen kijkers voor de cliffhanger van dat seizoen. De producers en Larry Hagman hebben er alles aan gedaan om haar te houden en ze boden haar voor toen die tijd een salaris dat ze de best betaalde actrice zou worden op tv. Victoria Principal wilde echter verder en een andere koers met haar leven. Het seizoen eindigde op plaats 11. De serie bleef daarna nog vijf jaar op de buis. In totaal zijn er 357 afleveringen gemaakt.

### Kijkcijfers VS naar jaar
1. plaats 12 (Seizoen 1, miniserie, april 1978)
2. plaats 8 (Seizoen 2, 1978–1979)
3. plaats 6 (Seizoen 3, 1979–1980)
4. plaats 1 (Seizoen 4, 1980–1981)
5. plaats 1 (Seizoen 5, 1981–1982)
6. plaats 2 (Seizoen 6, 1982–1983)
7. plaats 1 (Seizoen 7, 1983–1984)
8. plaats 2 (Seizoen 8, 1984–1985)
9. plaats 6 (Seizoen 9, 1985–1986)
10. plaats 11 (Seizoen 10, 1986–1987)
11. plaats 22 (Seizoen 11, 1987–1988)
12. plaats 29 (Seizoen 12, 1988–1989)
13. plaats 43 (Seizoen 13, 1989–1990)
14. plaats 61 (Seizoen 14, 1990–1991)

## Acteurs 1978-1991

### Hoofdrollen

#### Originele cast
Legenda
 = Hoofdrol
 = Bijrol
 = Gastrol
 = Geen rol
| Acteur/Actrice     | Personage                  | S1 | S2 | S3 | S4 | S5 | S6 | S7 | S8 | S9 | S10 | S11 | S12 | S13 | S14 |
| ------------------ | -------------------------- | -- | -- | -- | -- | -- | -- | -- | -- | -- | --- | --- | --- | --- | --- |
| Barbara Bel Geddes | Miss Ellie Ewing Farlow    | 5  | 24 | 25 | 23 | 24 | 28 | 19 |    | 31 | 29  | 30  | 20  | 19  |     |
| Jim Davis          | John Ross (Jock) Ewing sr. | 5  | 24 | 25 | 21 |    |    |    |    |    |     |     |     |     |     |
| Larry Hagman       | John Ross (J.R.) Ewing jr. | 5  | 24 | 25 | 23 | 26 | 28 | 30 | 30 | 31 | 29  | 30  | 26  | 27  | 22  |
| Patrick Duffy      | Bobby Ewing                | 5  | 24 | 25 | 23 | 26 | 28 | 30 | 30 | 1  | 29  | 30  | 26  | 26  | 22  |
| Linda Gray         | Sue Ellen Shepard Ewing    | 5  | 24 | 25 | 23 | 26 | 28 | 30 | 30 | 31 | 29  | 30  | 26  |     | 1   |
| Victoria Principal | Pamela Ewing-Barnes        | 5  | 24 | 25 | 23 | 26 | 28 | 30 | 30 | 30 | 29  |     |     |     |     |
| Ken Kercheval      | Cliff Barnes               | 3  | 17 | 21 | 23 | 24 | 28 | 30 | 30 | 31 | 27  | 30  | 25  | 23  | 16  |
| Charlene Tilton    | Lucy Ewing Cooper          | 5  | 24 | 24 | 23 | 25 | 27 | 29 | 30 |    |     | 2   | 16  | 17  |     |
| Steve Kanaly       | Ray Krebbs                 | 4  | 14 | 17 | 23 | 26 | 28 | 29 | 30 | 31 | 28  | 30  | 5   |     | 1   |

#### Latere cast
| Acteur/Actrice             | Personage              | S1 | S2 | S3 | S4 | S5 | S6 | S7 | S8 | S9 | S10 | S11 | S12 | S13 | S14 |
| -------------------------- | ---------------------- | -- | -- | -- | -- | -- | -- | -- | -- | -- | --- | --- | --- | --- | --- |
| Susan Howard               | Donna Culver Krebbs    |    | 1  | 4  | 19 | 26 | 28 | 28 | 30 | 31 | 29  |     |     |     |     |
| Mary Crosby                | Kristin Shepard        |    | 20 | 7  |    |    |    |    |    |    |     |     |     |     | 1   |
| Leigh McCloskey            | Mitch Cooper           |    |    |    | 21 | 20 |    |    | 4  |    |     |     | 1   |     |     |
| Howard Keel                | Clayton Farlow         |    |    |    | 2  | 21 | 24 | 22 | 29 | 28 | 29  | 30  | 21  | 20  | 4   |
| Audrey Landers             | Afton Cooper           |    |    |    | 9  | 17 | 26 | 25 | 1  |    |     |     | 5   | 1   |     |
| John Beck                  | Mark Graison           |    |    |    |    |    | 13 | 26 |    | 28 |     |     |     |     |     |
| Priscilla Beaulieu Presley | Jenna Wade             |    |    |    |    |    |    | 24 | 30 | 29 | 25  | 27  |     |     |     |
| Deborah Shelton            | Mandy Winger           |    |    |    |    |    |    |    | 27 | 21 | 15  |     |     |     |     |
| Jenilee Harrison           | Jamie Ewing Barnes     |    |    |    |    |    |    |    | 27 | 30 | 12  |     |     |     |     |
| Dack Rambo                 | Jack Ewing             |    |    |    |    |    |    |    | 5  | 30 | 14  |     |     |     |     |
| Donna Reed                 | Miss Ellie Farlow      |    |    |    |    |    |    |    | 24 |    |     |     |     |     |     |
| Sheree J. Wilson           | April Stevens Ewing    |    |    |    |    |    |    |    |    |    | 24  | 28  | 24  | 24  | 7   |
| George Kennedy             | Carter McKay           |    |    |    |    |    |    |    |    |    |     |     | 26  | 26  | 15  |
| Cathy Podewell             | Cally Harper Ewing     |    |    |    |    |    |    |    |    |    |     |     | 21  | 25  | 10  |
| Sasha Mitchell             | James Richard Beaumont |    |    |    |    |    |    |    |    |    |     |     |     | 23  | 17  |
| Kimberly Foster            | Michelle Stevens       |    |    |    |    |    |    |    |    |    |     |     |     | 21  | 16  |

### Bijrollen
| Acteur/Actrice  | Personage     | S1 | S2 | S3 | S4 | S5 | S6 | S7 | S8 | S9 | S10 | S11 | S12 | S13 | S14 |
| --------------- | ------------- | -- | -- | -- | -- | -- | -- | -- | -- | -- | --- | --- | --- | --- | --- |
| Fern Fitzgerald | Marilee Stone |    | 4  | 2  | 4  | 10 | 15 | 10 | 5  | 9  | 5   | 5   | 1   | 3   |     |
| Deborah Rennard | Sly Lovegren  |    |    |    |    | 20 | 18 | 23 | 14 | 18 | 24  | 20  | 13  | 21  | 15  |

| Acteur                 | Personage                    | Periode in serie                        | Aantal afleveringen |
| ---------------------- | ---------------------------- | --------------------------------------- | ------------------- |
| David Ackroyd          | Gary Ewing (#1)              | 1978                                    | 2                   |
| E.J. André             | Eugene Bullock               | 1979, 1980, 1982, 1983                  | 6                   |
| John Ashton            | Willie Joe Garr              | 1978-1979                               | 6                   |
| Christopher Atkins     | Peter Richards               | 1983-1984                               | 27                  |
| Barbara Babcock        | Liz Craig                    | 1978-1982                               | 16                  |
| Tyler Banks            | John Ross Ewing III (#1)     | 1980-1983                               | 38                  |
| Stephanie Blackmore    | Serena Wald                  | 1980, 1982-1983, 1984, 1985, 1987, 1990 | 20                  |
| Morgan Brittany        | Katherine Wentworth          | 1981-1982, 1983-1984, 1985, 1987        | 57                  |
| Martin E. Brooks       | Edgar Randolph               | 1983-1984                               | 10                  |
| James Brown            | Harry McSween                | 1979, 1980, 1981-1984, 1985-1987        | 35                  |
| Bárbara Carrera        | Angelica Nero                | 1985-1986                               | 25                  |
| Lois Chiles            | Holly Harwood                | 1982-1983                               | 25                  |
| George Chakiris        | Nicholas                     | 1986                                    | 14                  |
| Roseanna Christiansen  | Teresa                       | 1982-1987, 1989-1990, 1991              | 96                  |
| Jeff Cooper            | Dr. Simon Elby               | 1979-1981                               | 19                  |
| Karlene Crockett       | Muriel Gillis                | 1979-1983                               | 12                  |
| Lesley-Anne Down       | Stephanie Rogers             | 1990                                    | 7                   |
| Barbara Eden           | Lee Ann De La Vega           | 1990-1991                               | 8                   |
| Stephen Elliott        | Scotty Demarest              | 1980, 1985, 1987                        | 14                  |
| Joel Fabiani           | Alex Ward                    | 1980-1981                               | 8                   |
| Eric Farlow            | Christopher Ewing (#1)       | 1983-1985                               | 44                  |
| Susan Flannery         | Leslie Stewart               | 1981                                    | 11                  |
| Steve Forrest          | Wes Parmalee                 | 1986                                    | 15                  |
| Anne Francis           | Arliss Cooper                | 1981                                    | 4                   |
| Tom Fuccello           | Dave Culver                  | 1979-1983, 1984, 1986, 1988, 1989, 1991 | 35                  |
| Jeri Gaile             | Rose Daniels McKay           | 1988-1991                               | 15                  |
| Meg Gallagher          | Louella Caraway Lee          | 1978-1981                               | 37                  |
| Joshua Harris          | Christopher Ewing (#2)       | 1985-1991                               | 92                  |
| Alice Hirson           | Mavis Anderson               | 1982-1983, 1984, 1986, 1987-1988        | 26                  |
| Gayle Hunnicutt        | Vanessa Beaumont             | 1989, 1990-1991                         | 13                  |
| Deirdre Imersheim      | Jory Taylor                  | 1991                                    | 8                   |
| Omri Katz              | John Ross Ewing III (#2)     | 1983-1991                               | 133                 |
| Fredric Lehne          | Eddie Cronin                 | 1984-1985                               | 19                  |
| Tina Louise            | Julie Gray                   | 1978-1979                               | 5                   |
| Susan Lucci            | Hillary Taylor               | 1990-1991                               | 6                   |
| Monte Markham          | Clint Ogden                  | 1981                                    | 9                   |
| Jared Martin           | Steven Dusty Farlow          | 1979-1980, 1981, 1982, 1985, 1991       | 34                  |
| Shalane McCall         | Charlie Wade                 | 1983-1988                               | 86                  |
| Ian McShane            | Don Lockwood                 | 1989                                    | 15                  |
| Jeanna Michaels        | Connie Brasher               | 1979-1981                               | 32                  |
| Timothy Patrick Murphy | Mickey Trotter               | 1982-1983                               | 27                  |
| Dennis Patrick         | Vaughn Leland                | 1979-1980, 1981, 1984                   | 19                  |
| J. Edie Peck           | Tommy McKay                  | 1989                                    | 13                  |
| George O. Petrie       | Harv Smithfield              | 1979-1983, 1984-1987, 1989-1991         | 50                  |
| Ben Piazza             | Walt Driscoll                | 1982-1983                               | 3                   |
| Daniel Pilon           | Renaldo Marchetta            | 1984-1985                               | 9                   |
| Priscilla Pointer      | Rebecca Barnes Wentworth     | 1981-1983                               | 44                  |
| Randolph Powell        | Alan Beam                    | 1979-1980                               | 18                  |
| Sherill Lynn Rettino   | Jackie Dugan                 | 1979-1981, 1982, 1983-1991              | 158                 |
| Jack Scalia            | Nicholas Pearce              | 1987-1988, 1991                         | 12                  |
| Martha Scott           | Patricia Shephard            | 1979, 1985                              | 10                  |
| Ted Shackelford        | Gary Ewing (#2)              | 1979, 1980, 1981, 1982, 1985, 1991      | 9                   |
| Danone Simpson         | Kendall Chapmann             | 1982-1985, 1986-1991                    | 89                  |
| Alexis Smith           | Jessica Farlow Montford      | 1984, 1990                              | 11                  |
| William Smithers       | Jeremy Wendell               | 1981, 1984-1989                         | 49                  |
| Don Starr              | Jordan Lee                   | 1978-1990                               | 88                  |
| Andrew Stevens         | Casey Denault                | 1987-1989                               | 32                  |
| Barbara Stock          | Heather Wilson Liz Adams     | 1981, 1982 1990-1991                    | 2 17                |
| Leigh Taylor-Young     | Kimberly Cryder              | 1987-1988                               | 22                  |
| Beth Toussaint         | Tracy McKay Lawton           | 1988-1989                               | 17                  |
| Deborah Tranelli       | Phyllis Wapner               | 1981-1991                               | 130                 |
| Joan Van Ark           | Valene Ewing                 | 1978, 1979, 1980, 1981, 1991            | 8                   |
| Sandy Ward             | Jeb Ames                     | 1978-1979                               | 5                   |
| David Wayne            | Willard (Digger) Barnes (#1) | 1978                                    | 4                   |
| Morgan Woodward        | Punk Anderson                | 1980-1984, 1985, 1986, 1987             | 55                  |
| Keenan Wynn            | Willard (Digger) Barnes (#2) | 1979-1980                               | 10                  |
| John Zaremba           | Dr. Harlen Danvers           | 1978-1981, 1983, 1984, 1985, 1986       | 13                  |

### Gastrollen
- Barbara Cason - Iris Porter (Afl. Fools Rush In, 1984)
- Brian Dennehy - Luther Frick (1978)
- Morgan Fairchild - Jenna Wade (1978)
- Judith Ledford - Lori (Afl. A Death in the Family, 1987)
- William Windom - Amos Krebbs (1980)